# Dobřany (district de Plzeň-Sud)
Pour les articles homonymes, voir Dobřany.
Dobřany (en allemand : Dobrzan, Wiesengrund) est une ville du district de Plzeň-Sud, dans la région de Plzeň, en République tchèque. Sa population s'élevait à 6 435 habitants en 2024.
La ville est réputée pour son hôpital psychiatrique et son festival annuel Mezi Ploty.

## Géographie
Dobřany est arrosée par la Radbuza et se trouve à 11 km au sud-ouest du centre de Plzeň et à 95 km à l'ouest-sud-ouest de Prague.
La commune est limitée par Zbůch, Nová Ves et Plzeň au nord, par Útušice à l'est, par Chlumčany et Dnešice au sud, et par Vstiš et Chotěšov à l'ouest.

## Histoire
L'histoire de Dobřany remonte jusqu'au XIIIe siècle. Le pont historique qui franchit la Radbuza date du XVe siècle.

## Administration
La commune se compose de trois sections :
- Dobřany
- Šlovice u Plzně
- Vodní Újezd

## Patrimoine

### Patrimoine religieux

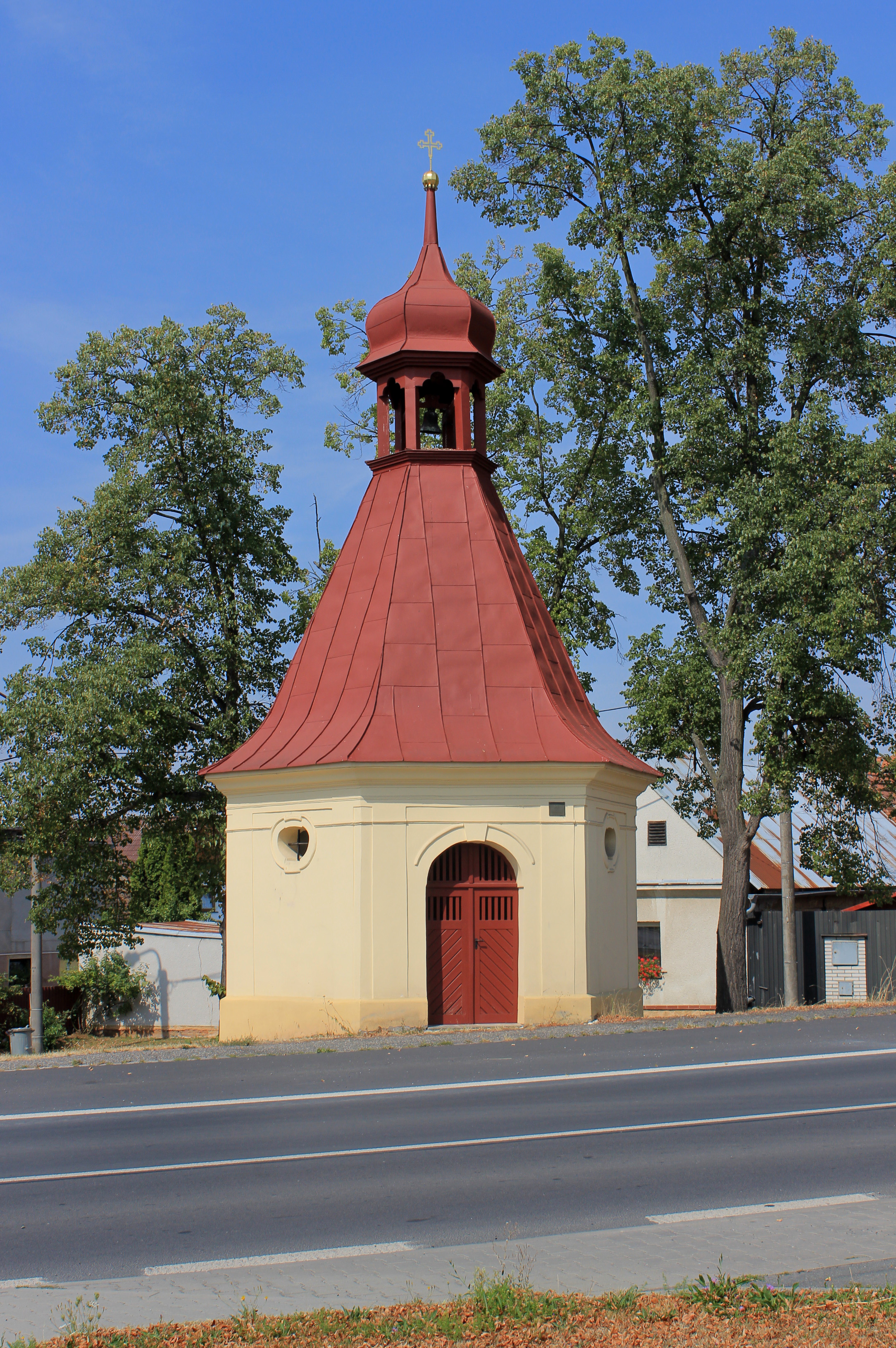
Chapelle à Šlovice.
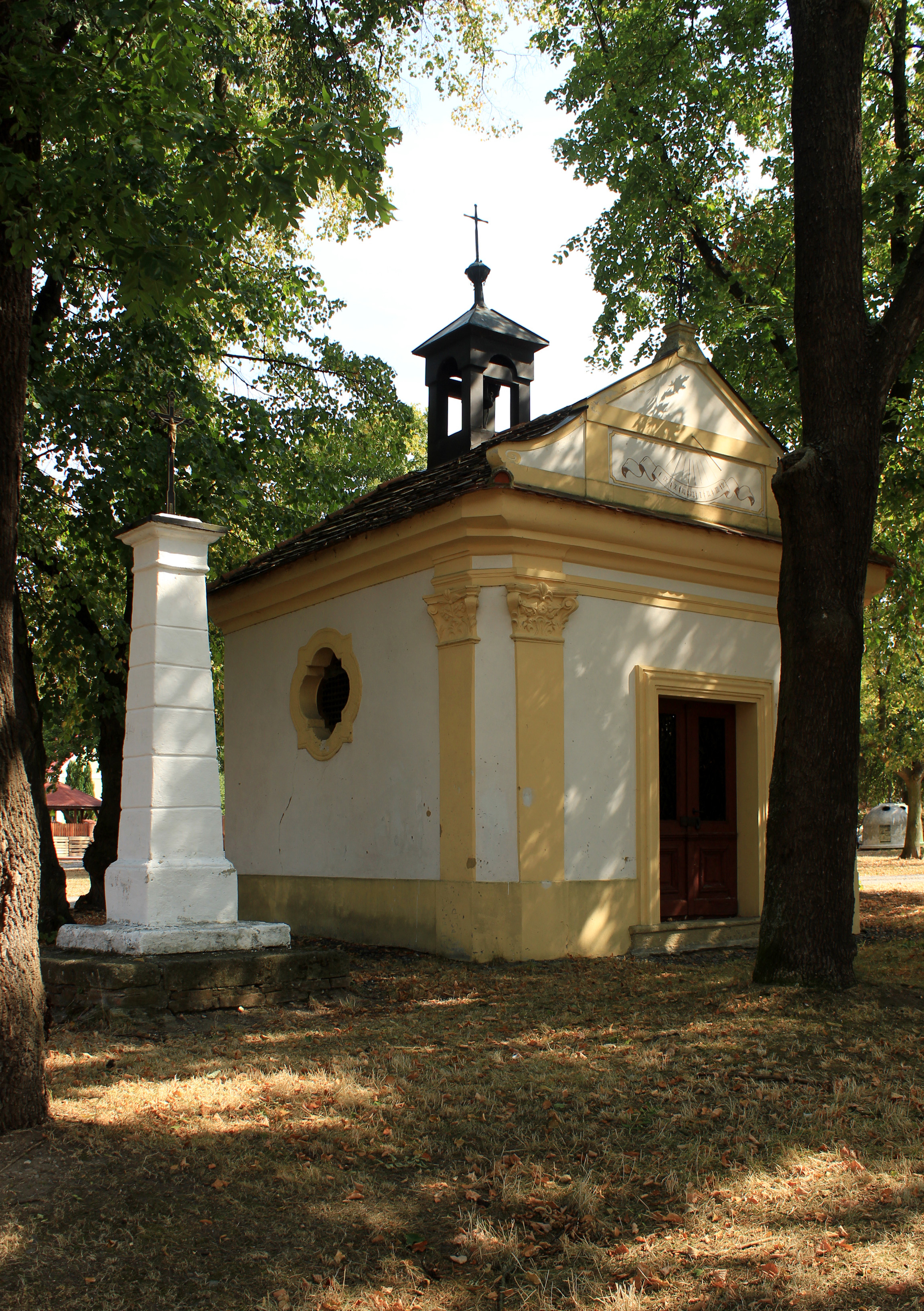
Chapelle à Vodní Újezd.
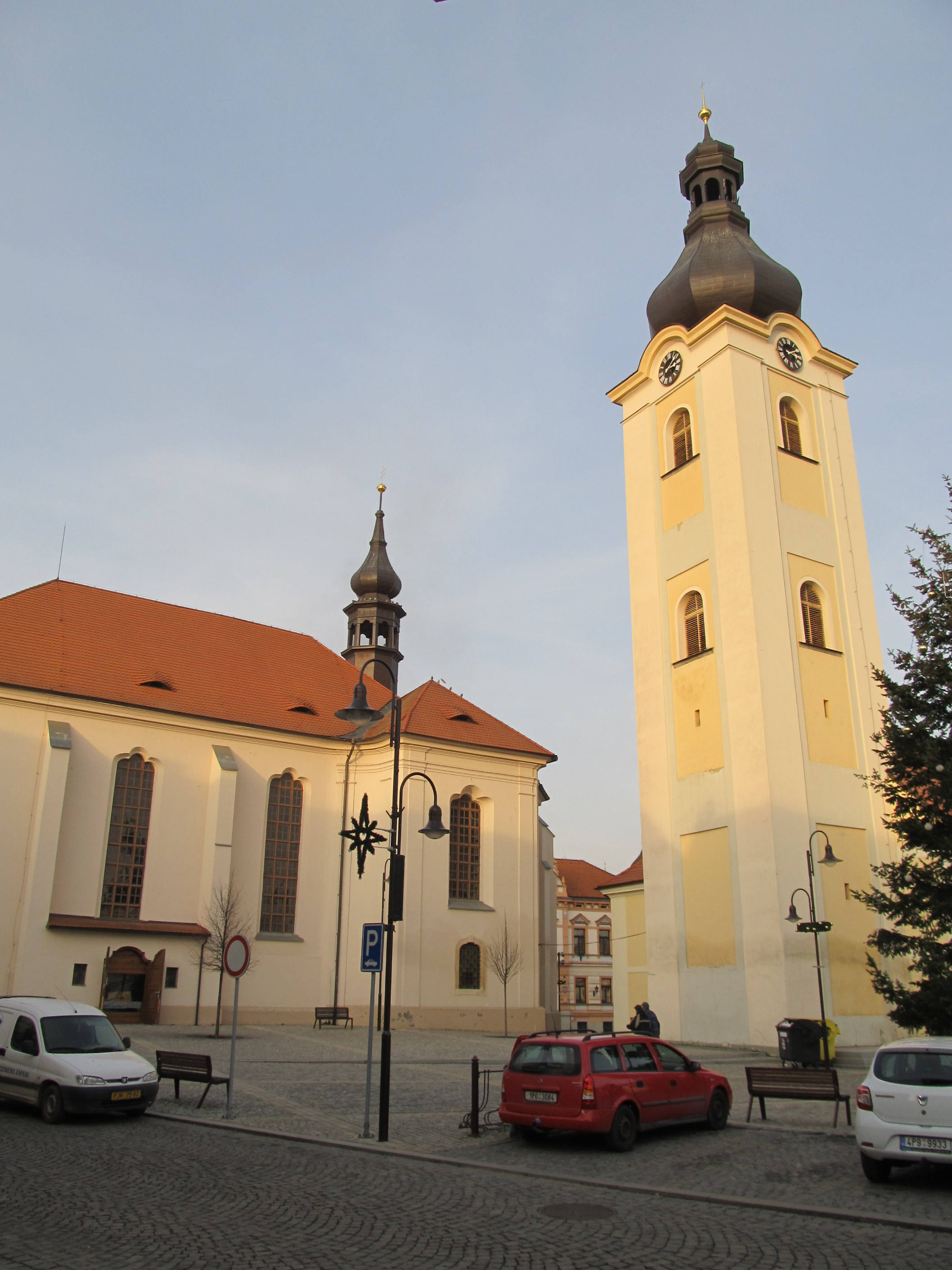
Dobřany  : église Saint-Nicolas.

### Patrimoine civil

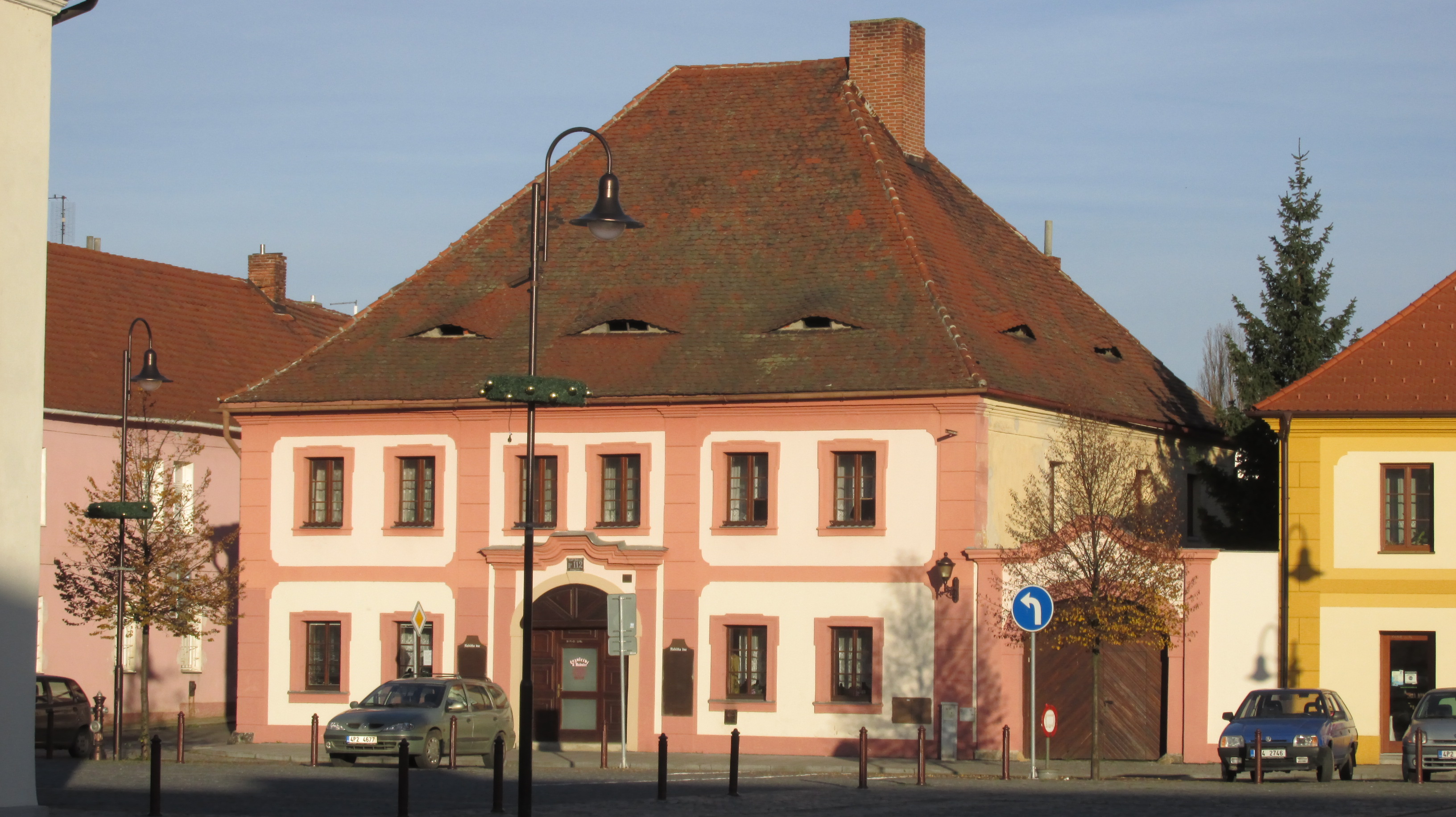
Maison sur la place Masaryk.
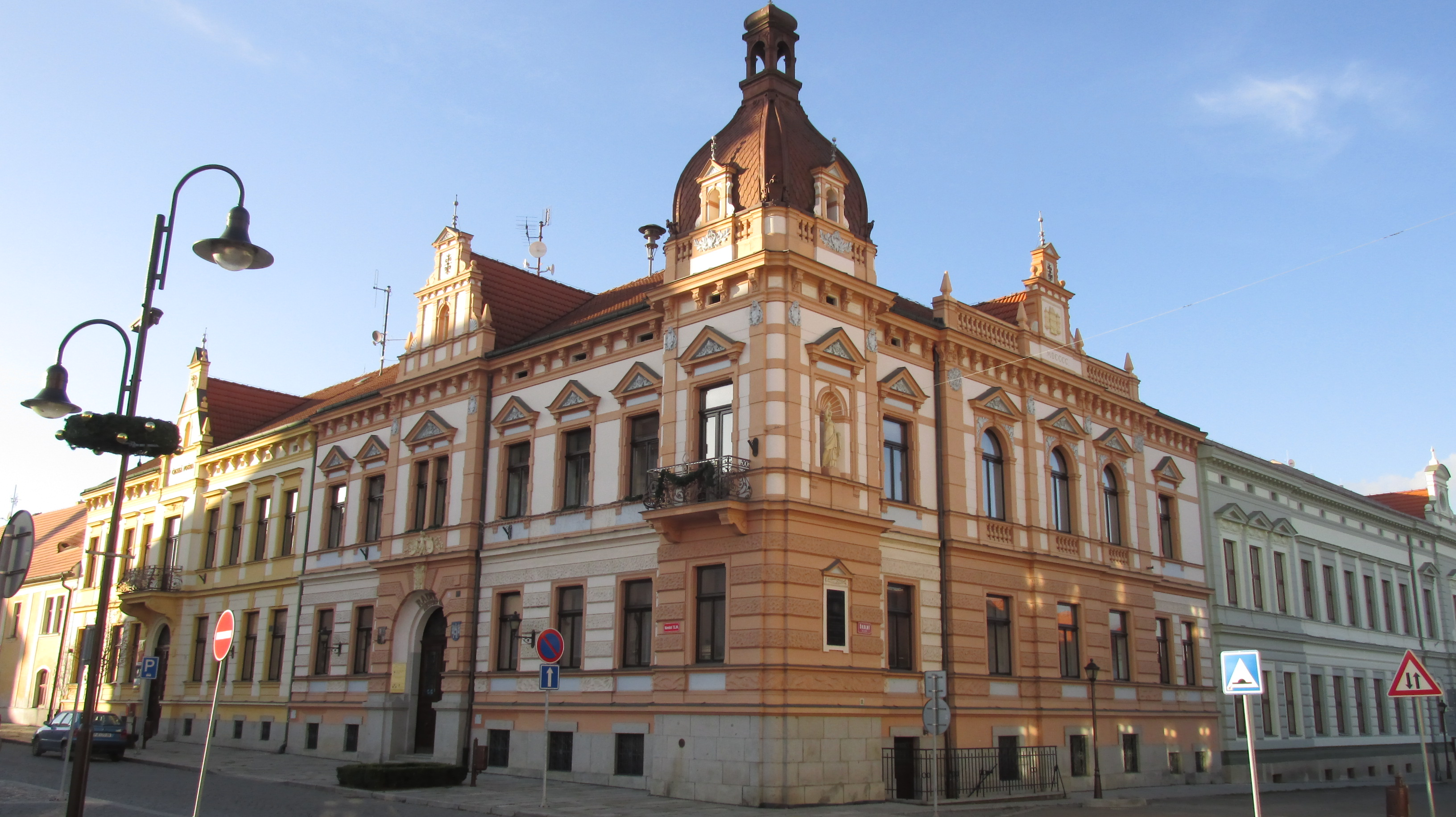
Dobřany : l'hôtel de ville.

## Transports
La ville est desservie par la ligne de chemin de fer Plzeň-Klatovy. De nombreux bus conduisent également à la gare routière de Plzeň.
Par la route, Dobřany se trouve à 15 km de Plzeň et à 104 km de Prague. 
Le nord de la commune est traversé d'est en ouest par l'autoroute D5 qui contourne Plzeň par le sud. L'échangeur  80, situé sur le territoire de la commune, permet d'y accéder et met Dobřany à 105 km du centre de Prague par la route.

## Jumelages
- Brežice (Slovénie)
- Dobřany (district de Rychnov nad Kněžnou) (Tchéquie)
- Obertraubling (Allemagne)

## Festival
Dobřany propose un festival de musique country, ainsi qu'un festival international du film pour enfant, depuis 1994.